# Monopolie
Een monopolie (uit het Grieks monos / μονος (alleen, enkel) + pōlein / πωλειν (verkopen)) is een situatie waarin een product of dienst slechts door één (markt)partij wordt aangeboden. De prijs ervan wordt dan niet door marktwerking bepaald, maar vastgesteld door de enige aanbieder, die dan veel winst kan maken, of door de overheid. In een zuiver monopolie is er geen enkel alternatief. Is er niet één, maar zijn er enkele aanbieders van een bepaald product of dienst, dan spreekt men van een oligopolie. Is er, omgekeerd, sprake van één koper of afnemer van een product of dienst dan spreekt men van een monopsonie.

## Zuiver monopolie
Een zuiver monopolie is in de praktijk zeldzaam. Zo had de NS in Nederland of de NMBS in België jarenlang het monopolie op het vervoer van reizigers over het spoor, maar niet op het vervoer van reizigers in het algemeen, want een reiziger kan ook de auto of het vliegtuig nemen.
Voor taken die door de verschillende lagen van de overheid worden uitgevoerd, bv. uitgave van paspoorten of andere documenten, is sprake van een monopolie. Ook de uitgifte van bankbiljetten door een centrale bank kan worden gezien als een monopolie (het octrooi van De Nederlandsche Bank bijvoorbeeld). Zeker als dit gepaard gaat met wetgevende maatregelen die eisen stellen aan betaalmiddelen en manieren waarop men aan een schuld kan voldoen. Bij een zuiver monopolie ontbreken vaak de economische prikkels die kunnen leiden tot kostenbesparing en efficiënte werkwijzen.
Een voorbeeld van een monopolie in ruimere, niet puur economische zin, is de situatie in de ruimtevaart gedurende een groot deel van 2003. De Russen hadden toen het monopolie op het vervoer van astronauten naar de ruimte: door de ramp met de Spaceshuttle lag het Amerikaanse ruimteprogramma stil en verder was er geen ander land technisch in staat astronauten de ruimte in te brengen.

## Ontstaan
Een monopolie kan op verschillende manieren ontstaan. In veel landen wordt door de overheid een monopolie gecreëerd, bijvoorbeeld om de eigen industrie te beschermen of om de kwaliteit of de onafhankelijkheid van bepaalde dienstverlening te garanderen. Zo had in Nederland TNT lange tijd het monopolie op de interlokale bezorging van brieven tot een bepaald gewicht. Als tegenprestatie garandeerde TNT dat deze brieven in heel Nederland worden bezorgd en opgehaald, ook in dunbevolkte gebieden.
Een monopolie kan ook een technische oorzaak hebben: indien en zolang niemand anders in staat is het product te maken, is er sprake van een (technisch) monopolie. Dit komt vaak voor bij nieuwe producten.
Ook door het gebruik van intellectuele monopolies als octrooien (patenten) kan men monopolies creëren. Dit is echter vrij duur en is aan een maximumaantal jaren gebonden. Het is ook mogelijk om door een bedrijfsgeheim een monopolie te handhaven. Een bekend voorbeeld van een door een bedrijfsgeheim beschermd product is Coca Cola.

## Beperkte tijd
In de praktijk kan een monopolie – behoudens geweld of misbruik – slechts een beperkte tijd bestaan. Als een bepaald product of een dienst met veel winst verkocht wordt, komen er na enige tijd vanzelf concurrerende aanbieders op de markt die proberen een marktaandeel te verwerven door een beter of goedkoper product te verkopen. Als een nieuwe aanbieder hierin slaagt, is het monopolie voor dit product of deze dienst verdwenen.

## Theorie
De huidige economische doctrine leert dat monopolies inefficiënt zijn voor een land als geheel. Een bedrijf met een zuiver monopolie kan zijn prijs zo hoog maken als het zelf wil: de klant moet de dienst toch afnemen. Ook bestaat bij het bedrijf geen prikkel om klanten zo goed mogelijk te helpen. Toen KPN nog een zuiver monopolie had op (vaste) telefonie, was de dienstverlening traag, bleven monteurs soms weg en waren er veel klachten. Nu KPN de hete adem van de concurrenten voelt, kan het zich dit niet meer permitteren, en ziet het zich genoodzaakt betere diensten te verlenen. Daarnaast kan een monopolist de markt afsluiten. Wanneer een nieuwe speler op de markt komt, kan hij zijn prijzen sterk verlagen (waardoor iedereen bij hem koopt), om ze vervolgens te verhogen als de concurrent van de markt gedrukt is. Ten slotte zijn monopolies zeer schadelijk voor de technische vooruitgang en vernieuwing. Een bedrijf heeft immers geen reden om een nieuw product op de markt te brengen als iedereen het oude moet afnemen.

## Bekende monopolies in verleden en heden
- Thales van Milete huurde alle olijvenpersen vóór het begin van de oogst, zodat hij er woekerprijzen voor kon vragen.
- De VOC had een monopoliepositie in de import van producten uit Oost-Indië, die met eigen wapens tegen andere kolonisatoren verdedigd werd.
- KPN in Nederland tot in de jaren negentig aanbieders van mobiele telefonie op de markt kwamen.
- De Wegenwacht van de ANWB tot in 2004 Route Mobiel op de markt kwam.
- AT&T (Bell Telephone Company) en U.S. Steel in de Verenigde Staten. Gedwongen opgebroken door de regering.
- Standard Oil van Rockefeller. Gedwongen opgebroken door de regering.
- Microsoft, hoewel dit geen zuiver monopolie is: er zijn ook andere aanbieders van software in de markt, ook van besturingssystemen. Omdat het bedrijf echter een zeer sterke positie heeft op de software-markt, zijn veel consumenten in feite gedwongen zich aan de keuze voor Microsoft-producten te houden die anderen (bijvoorbeeld scholen en bedrijven) hebben gemaakt. Ook wordt het overgrote deel van alle computerspellen alleen voor Windows en de spelcomputers uitgebracht, waardoor iemand die computerspellen speelt vrijwel gedwongen wordt een Microsoft-besturingssysteem aan te schaffen.
- Belgacom die vroeger het monopolie had over de vaste-telefoniemarkt in België.
- Telenet die het quasimonopolie bezit over de Vlaamse kabel, voor zowel internet, vaste telefoonlijn en televisiediensten. Telenet beschikt maar over het monopolie van televisiediensten in 2/3 van Vlaanderen.
- Holland Casino is de enige legale aanbieder van casinospelen (met croupiers, dus geen machines) in Nederland. Tevens een staatsbedrijf.

Sommige economen noemen ook de marktdominantie van een klein aantal multinationals een (quasi-)monopolie, zo bijvoorbeeld Big Oil, Big Tech, en Big Food.

## Optimale prijszetting van een monopolist
(Bron:)
Zelfs als een bedrijf een absoluut monopolie heeft, en er geen dreiging uitgaat van nieuwe concurrenten, bestaat er een natuurlijke beperking op de verkoopprijs. Als de monopolist namelijk te veel vraagt, vermindert het aantal verkochte goederen en dus misschien ook de winst.
In het algemeen geldt: als een bedrijf door zijn prijszetting de winst maximaliseert, dan is de marginale kost (MK) om één eenheid meer te produceren en te verkopen, gelijk aan de marginale opbrengst (MO) van die verkoop. De marginale opbrengst is de afgeleide van het product van de verkochte hoeveelheid en de eenheidsprijs:
{\displaystyle MO={\frac {d}{dq}}\left(p.q\right)={\frac {dp}{dq}}.q+p=p.\left({\frac {dp}{dq}}.\left({\frac {q}{p}}\right)+1\right)=p.\left(1-{\frac {1}{\varepsilon }}\right)}
Hier is p de prijs, q de geproduceerde hoeveelheid en {\displaystyle \varepsilon } de elasticiteit van de vraag ten opzichte van de prijs (conventioneel positief genoteerd).
In het geval van een monopolist gaat het daarbij om de elasticiteit van de globale vraag ten opzichte van de enig beschikbare prijs. De optimale (winst-maximaliserende) monopolieprijs voldoet dus aan de formule
{\displaystyle MK=p.\left(1-{\frac {1}{\varepsilon }}\right)}
of dus ook
{\displaystyle {\frac {p-MK}{p}}={\frac {1}{\varepsilon }}}
In het linkerlid staat het winstpercentage van de monopolist op de laatst verkochte eenheid. In de wetenschap der industriële organisatie is dit de Lernerindex. Het is een algemeen aanvaarde maat voor de marktmacht van de monopolist. Bovenstaande uitdrukking is dus een wiskundige formulering van de algemene wijsheid dat de macht van de monopolist omgekeerd evenredig is met de rekbaarheid van de vraag.

### Voorbeeld (zonder afgeleiden)
Een denkbeeldige softwareproducent heeft een feitelijk en wettelijk monopolie (bv. door octrooien) op een bepaald soort beslissingsondersteunend pakket voor kleine bedrijven. Een extra kopie verpakken en verkopen kost 10 euro. Nazorg is niet in de verkoopprijs inbegrepen. De vraag q voldoet aan de lineaire voorwaarde
{\displaystyle p=1000-5q}
Dat wil zeggen dat geen enkele klant bereid is om meer dan duizend euro neer te tellen voor het pakket, terwijl er zelfs bij zeer lage prijs niet meer dan 200 klanten zullen zijn.
Om een gegeven aantal exemplaren q te verkopen moet de prijs p aan bovenstaande formule voldoen. De totale omzet bedraagt dan
{\displaystyle p.q=(1000-5q).q}
De winst is de omzet, verminderd met de kosten. De winst op het laatst verkochte pakket is dus p-10. De winst wordt gemaximaliseerd door q zodanig te kiezen dat de volgende uitdrukking zo hoog mogelijk is:
{\displaystyle q.(1000-5q-10)=-5q^{2}+990q}
Dit is een kwadratische functie in q, en haar grafiek vormt een parabool waarvan de top omhoog wijst. De q-coördinaat van de top is de helft van 990/5, of 99.
De producent maximaliseert dus zijn monopoliewinst door 99 exemplaren te verkopen voor 1000-5,99=505 euro per stuk. De marginale winst op het laatste exemplaar bedraagt 495 euro. De vraag-elasticiteit bij die prijs is 505/495=101/99 (ongeveer 1,02), en de Lernerindex bedraagt 99/101 (ongeveer 0,98). De uitzonderlijk hoge waarde van de Lernerindex (normaal nooit groter dan 1) is een wiskundige vertaling van de bijna absolute marktmacht van de softwareproducent.